# Briareum palmachristi
Briareum palmachristi is een zachte koraalsoort uit de familie Briareidae. De koraalsoort komt uit het geslacht Briareum. Briareum palmachristi werd in 1860 voor het eerst wetenschappelijk beschreven door Duchassaing & Michelotti. 